# M&G Chemicals

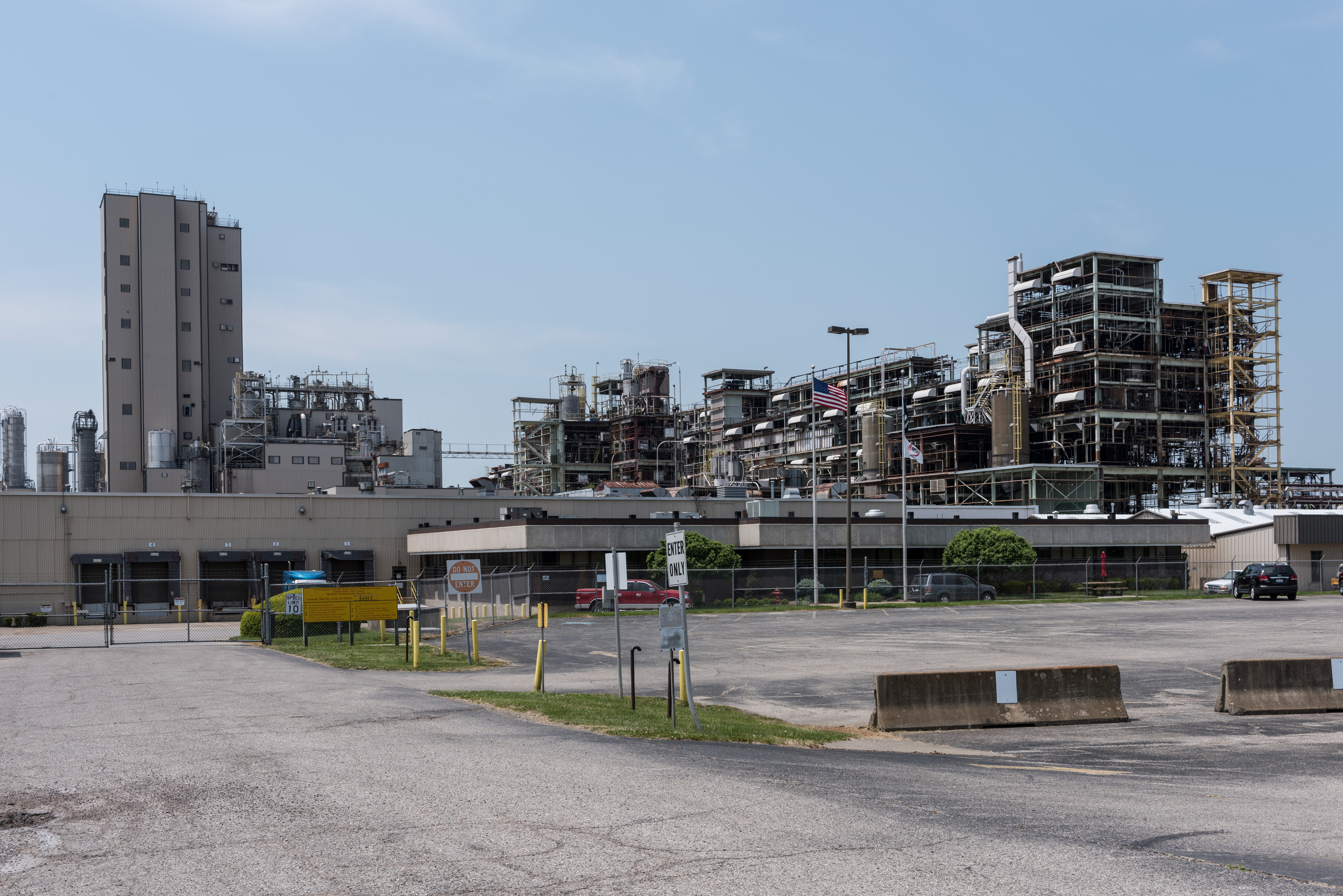
Chemiewerk in Apple Grove

M&G Chemicals ist ein US-amerikanischer Chemiekonzern, der zur Gruppe Mossi & Ghisolfi aus Italien gehört. Die Tochtergesellschaft Chemtex ist im Anlagenbau tätig.
M&G Chemicals betreibt die größte Polyethylenterephthalat-Anlage der Welt in Corpus Christi mit einer Kapazität von 1,3 Mio. t Terephthalsäure und 1,1 Mio. t PET pro Jahr.

## Werke
| Werk                                          | Kapazität in jato |
| --------------------------------------------- | ----------------- |
| Apple Grove bei Huntington (West Virginia) () | 360.000           |
| Corpus Christi, USA                           | 1.100.000         |
| Altamira, Mexiko                              | 590.000           |
| Porto de Suape, Brasilien                     | 650.000           |